# Casimiro Lana Sarrate
Casimiro Lana Sarrate (Sariñena, 1892 - ?) va ser un enginyer químic i polític aragonès.
Llana va ser un enginyer químic de gran prestigi. Va desenvolupar, amb altres col·legues, el projecte Hispano Suiza d'automòbils a Espanya. Era professor de l'Escola Industrial de Barcelona i viatjava amb freqüència, en la dècada de 1920, a Alemanya on va contactar amb Albert Einstein. Allí hi havia el seu germà Isabelino Lana, també enginyer i catedràtic d'Hidràulica a l'Escola d'Enginyers Industrials de Barcelona, ampliant amb una beca els seus coneixements sobre aeronàutica.
En 1923 amb el suport de les escoles citades, de la Generalitat de Catalunya i dels seus amics Rafael Campalans i Puig i Bernat Lassaleta i Perrín, entre d'altres, va aconseguir portar Einstein a Catalunya. Casimiro, molt aficionat a la fotografia, va immortalitzar Einstein i la seva esposa a Poblet amb altres amics.
Va escriure un informe sobre la situació dels Pirineus d'Osca, en el qual va apilar una relació de les infraestructures per, a continuació, veure'n les necessitats. Va destacar la incipient indústria turística a la qual li va augurar un bon futur. A Broto, on s'acabava de construir el primer hotel amb cinc plantes, va proposar la creació de paradors nacionals i va explicar com l'Estat Major de l'Exèrcit posava constants traves per permeabilitzar el Pirineu. La resta de les seves publicacions van ser de caràcter científic. Va traduir de l'alemany i de l'anglès, juntament amb Antonio García Banús, moltes de les obres de química fonamentals anteriors a la guerra civil.
Durant la Segona República, va ser membre del Partit Republicà Radical Socialista i més tard de Izquierda Republicana, així com amic personal de Manuel Azaña. Va resultar escollit diputat en les eleccions de 1931 i eleccions de 1936, ambdós cops per Osca. Va fundar en 1932 un setmanari republicà a la capital monegrina, Adelante, dirigida per José Bruned. També es va preocupar de dotar l'escola pública sarinyanenca de mobiliari i material didàctic.
Després de l'inici de la Guerra Civil i veient-la perduda va marxar amb el seu germà a l'exili argentí. Allí va seguir els seus treballs d'enginyer i les seves publicacions.